# Estación Cisneros (Metroplús)
Cisneros es una estación del sistema de transporte público de mediana capacidad Metroplús, ubicada en el centro de Medellín entre los barrios Corazón de Jesús y Guayaquil de la comuna 10 La Candelaria. Forma parte de la línea 1 y es cercana a la Estación de policía La Candelaria, de la estación Cisneros del metro de Medellín y de la Plaza de Cisneros de la cual recibe su nombre.
Fue inaugurada el 22 de diciembre de 2011 como parte del tramo inicial de la Troncal Belén–Aranjuez, un corredor de Metroplús diseñado para mejorar la movilidad en el eje occidental de la ciudad y conectar el occidente con zonas céntricas y del norte como Aranjuez.

## Historia
La estación Cisneros hizo parte del proyecto inicial de la troncal línea 1 de Metroplús, un corredor exclusivo de aproximadamente 12,5 km que conecta el occidente de Medellín con zonas céntricas y del norte de la ciudad, desde la Universidad de Medellín hasta el Parque de Aranjuez.
Las obras de construcción comenzaron entre 2004 y 2008, en el marco de los documentos CONPES 3307, 3349 y 3452, que estructuraron técnica y financieramente el proyecto. Durante esta etapa, se identificó el corredor vial de la calle 30 como eje prioritario para la movilidad en el occidente, definiendo estaciones clave como la Universidad de Medellín para garantizar accesibilidad, integración modal y cobertura universitaria.
La estación fue inaugurada el 22 de diciembre de 2011 como parte del tramo inicial de la Troncal Belén–Aranjuez, un corredor de Metroplús diseñado para mejorar la movilidad en el eje occidental de la ciudad y conectar el occidente con zonas céntricas y del norte como Aranjuez.

## Ubicación y entorno
La estación Cisneros se localiza en el centro-occidente de Medellín, sobre la carrera 57 avenida Ferrocarril con calle 48 La Bastilla, dentro del barrio Corazón de Jesús de la comuna 10 La Candelaria. Forma parte de la línea 1 del sistema Metroplús.
El área circundante presenta un entorno principalmente comercial, complementado por comercio variado, servicios locales e instituciones educativas. La carrera 57 constituye una arteria vial principal que conecta varios sectores del centro-occidente con el resto de la ciudad, facilitando la movilidad y el acceso al transporte público.
La estación se ubica entre las estaciones Plaza Mayor al sur y Minorista al norte, reforzando su función como nodo intermedio de la troncal urbana de Metroplús, beneficiando la movilidad de los visitantes de Santa Fe y zonas aledañas.

## Características
La estación Cisneros cuenta con una plataforma central a nivel del suelo que presta servicio exclusivamente a la línea 1 de Metroplús. Tiene dos vías exclusivas para buses articulados y padrones impulsados principalmente por gas natural vehicular (GNV).
Está adaptada para personas con movilidad reducida, incluyendo rampas, señalética visual y piso podotáctil.
La estación cuenta con integración tarifaria únicamente con rutas alimentadoras del sistema Metroplús y hace parte del Sistema Integrado de Transporte del Valle de Aburrá –SITVA–, aunque no tiene conexión directa con otros modos como el metro, el metrocable o el tranvía.

## Diagrama de la estación
|       |                                                            |                  | Pasarela |
| Norte | Línea 1: Minorista ← Plaza Mayor (Parque de Aranjuez)      | Sur              |          |
|       | Plataforma central — puertas a ambos lados                 | Entrada / Salida |          |
| Norte | Línea 1: Minorista → Plaza Mayor (Universidad de Medellín) | Sur              |          |
|       |                                                            |                  |          |

## Servicios
La estación ofrece servicios básicos como recarga y venta de tarjetas Cívica, zonas de espera cubiertas, iluminación LED y vigilancia permanente. Además, cuenta con señalización y pantallas de información al usuario, y la conexión directa mediante la pasarela elevada con la estación del Metro de Medellín permite una transferencia segura y eficiente entre sistemas.
La estación forma parte del Sistema Integrado de Transporte del Valle de Aburrá –SITVA–, aunque no tiene rutas directas del Sistema Integrado de Transporte –SIT– de Medellín. Los usuarios acceden principalmente a pie, en bicicleta o mediante transporte urbano.
No se dispone de parqueaderos ni servicios comerciales permanentes dentro de la estación, debido a su ubicación urbana y diseño funcional enfocado en la eficiencia del transporte masivo.

## Horarios
Opera todos los días del año con los siguientes horarios:
| Dirección               | Día                 | Primer vehículo | Último vehículo |
| ----------------------- | ------------------- | --------------- | --------------- |
| Universidad de Medellín | Lunes a viernes     | 04:45           | 23:09           |
| Universidad de Medellín | Sábados             | 04:45           | 23:09           |
| Universidad de Medellín | Domingos y festivos | 05:25           | 22:23           |
| Parque de Aranjuez      | Lunes a viernes     | 04:38           | 23:07           |
| Parque de Aranjuez      | Sábados             | 04:38           | 23:07           |
| Parque de Aranjuez      | Domingos y festivos | 05:10           | 22:17           |

La frecuencia de paso en horas pico es de 4 a 6 minutos y en horas valle de 8 a 12 minutos. El tiempo estimado de viaje hasta Parque de Aranjuez es de aproximadamente 45 min.